# 各務原市医師会准看護学校
各務原市医師会准看護学校（かかみがはらしいしかいじゅんかんごがっこう）は、岐阜県各務原市那加東亜町にある准看護師学校。一般社団法人各務原市医師会が運営する。

## 教育目的
准看護師として必要な看護の精神・知識・技術を習得させ、社会に貢献しうる人材を育成する。

## 構成学科
- 准看護科（2年課程） - 卒業により准看護師の県知事試験の受験資格が与えられる。

## 所在地
- 岐阜県各務原市那加東亜町106番地

住所は複合施設「TOUAMACHI KAIKAN」（旧各務原市東亜町会館）と同じであるが、建物は別であり、同複合施設の東に位置する。

## 沿革
- 1978年（昭和53年）：社団法人各務原市医師会により、各務原市医師会立准看護婦学校として開校。各務原市保健文化会館[2]の建物を借りての開校であった。
- 1991年（平成3年）：各務原市保健文化会館の取り壊しのため、一時移転。
- 1994年（平成6年）：現在地に移転。
- 2002年（平成14年）：各務原市医師会准看護学校に改称する。

## アクセス
- 名鉄各務原線 市民公園前駅下車、徒歩で約5分。
- JR高山本線 那加駅下車、徒歩で約10分。